# Вільна територія Китайської Республіки
«Вільна територія Китайської Республіки» (кит. трад. 中華民國自由地區, спр. 中华民国自由地区, піньїнь: Zhōnghuá Mínguó zìyóu dìqū, акад. Чжун Хуа минь го цзию діцюй) — термін, який використовується Китайською Республікою для позначення територій, які перебувають під її контролем. На даний момент це острови Тайвань, Пенху, Цзіньмень, Острови Мацзу і кілька дрібніших островів. Також територія іноді іменується за назвою найбільшого острова — «Тайванська територія Китайської Республіки» або «Тайванський регіон».
Термін насамперед використовується прихильниками «Великої синьої коаліції» (кит.: 泛藍聯盟), які протиставляють «вільну територію» «континентальному Китаю» (кит.: 中国大陆). Прихильники ж «Великої зеленої коаліції» (кит.: 泛綠聯盟) використовують терміни «Китай» (для КНР) і «Тайвань» (для КР).

## Тло
Термін «вільна територія» або "Вільний Китай" використовувався під час Другої японсько-китайської війни (1937–45) для опису територій під контролем очолюваного Гомінданом Націоналістичного уряду в Chungking (сьогодні Чунцін), на відміну від частин Китаю під японською окупацією, включаючи Nanking (сьогодні Нанцінь) столицю Республіки Китай до японського вторгнення в 1937.
Японська окупація закінчилася капітуляцією імперії в 1945, але незабаром термін «Вільний Китай» мав набути нового значення в контексті ранньої Холодної війни. Після перемоги Комуністичної партії в Громадянській війні в Китаї в 1949 щойно заснована Китайська Народна Республіка зміцнила свій контроль над материковим Китаєм, тоді як уряд Гоміндану відступив на Тайвань і обрав Тайбей тимчасовою столицею Республіки Китай. Материковий Китай офіційно вважався таким, що перебував у стані «Комуністичного Заколоту», також відомий як «Комуністичний Китай» або «Червоний Китай», і крім того, всі території, які все ще перебували під націоналістичною адміністрацією, вважалися «Вільною територією» Китаю, також відомий як «Націоналістичний Китай» або «Вільний Китай». Цей період мобілізації було офіційно припинено урядом 1 травня 1991 із запровадженням додаткових статей Конституції.
До битви за архіпелаг Дачен у 1955 Вільна територія також охоплювала групу островів біля Чжецзяна, що до того часу входило до складу провінції Чжецзян Республіки Китай. Відтоді острови перебувають під виключною адміністрацією Китайської Народної Республіки.